# Loasa malesherbioides
Loasa malesherbioides là một loài thực vật có hoa trong họ Loasaceae. Loài này được Phil. mô tả khoa học đầu tiên.